# Яничи
Яничи (укр. Яничі, до 2024 года — Ивановка) — село в Черкасском районе Черкасской области Украины. Расположено на реке Лысянка.
Население по переписи 2001 года составляло 859 человек. Почтовый индекс — 20942. Телефонный код — 4730.

## История
В 1946 году указом ПВС УССР село Янич переименовано в Ивановка. До 2020 года входило в упраздненный Чигиринский район. В 2024 году село Ивановка постановлением Верховной Рады переименовано в Яничи.

## Местный совет
20940, Черкасская обл., Черкасский р-н, с. Яничи.